# Ministro de Desarrollo Agrario y Riego del Perú
El ministro de Desarrollo Agrario y Riego del Perú es el titular del ministerio homónimo, bajo su responsabilidad figura el velar por el desarrollo de la actividad agrícola peruana.

## Responsabilidades
Siendo el Perú, un país fuertemente dedicado a la agricultura, el papel de un Ministro y el despacho que representa es de suma importancia. A través de su gestión, debe de estar consciente sobre los problemas que se les puede presentar por fenómenos climáticos a los agricultores y a la gente que se dedica a la actividad campestre.